# La casa bianca
La casa bianca è un dipinto di Cristoforo De Amicis. Eseguito verso il 1957, appartiene alle collezioni d'arte della Fondazione Cariplo.

## Storia
Il dipinto fu acquistato dalla Fondazione Cariplo in occasione della XX Biennale Nazionale di Milano, allestita fra il dicembre del 1957 e il gennaio del 1958 nel Palazzo della Permanente.

## Descrizione
L'edificio chiaro e squadrato è circondato da una vegetazione rigogliosa che non lascia spazi vuoti, dipinta con pennellate geometriche e disciplinate, a creare un effetto mosaico apertamente ispirato alla lezione di Cézanne, fondamentale anche in quel processo di sostituzione del chiaroscuro con l'accostamento di tonalità più austere di cui questo dipinto è esempio.